# Isoperla frisoni
Isoperla frisoni is een steenvlieg uit de familie Perlodidae. De wetenschappelijke naam van de soort is voor het eerst geldig gepubliceerd in 1966 door Illies.